# Birgit Sassor
Birgit Sassor ist eine ehemalige deutsche Fußballspielerin.

## Karriere
Sassor gehörte Tennis Borussia Berlin als Torhüterin an. Für den Verein bestritt sie in der Verbandsliga Berlin Punktspiele. 
Als Meister aus dieser 1981 hervorgegangen, war ihre Mannschaft berechtigt an der Endrunde um die Deutsche Meisterschaft teilzunehmen. Am 20. Juni 1981 gehörte sie jedoch nicht der Mannschaft an, die im Stadion An der Paffrather Straße, der Heimspielstätte der SSG 09 Bergisch Gladbach, gegen diese mit 0:4 im Finale unterlegen war; es spielte Gabi Groß im Tor. Doch am 25. Juni 1983 stand sie im Tor und verlor an selber Stätte mit ihrer Mannschaft das Finale – erneut gegen die SSG 09 Bergisch Gladbach – mit 0:6 noch deutlicher.
Im Wettbewerb um den DFB-Pokal unterlag ihre Mannschaft beim KBC Duisburg mit 2:5 im Viertelfinale, nachdem sie die SSG 09 Bergisch Gladbach mit 3:1 im heimischen Mommsenstadion im Achtelfinale hatte bezwingen können.

## Erfolge
- Finalist Deutsche Meisterschaft 1981 (ohne Finaleinsatz), 1983
- Berliner Meister 1981, 1983
- Berliner Pokalsieger 1982